# Euxoa punctigera
Euxoa punctigera là một loài bướm đêm trong họ Noctuidae.